# William Shull
William N. Shull, dit Bill Shull, est un animateur américain. Il a travaillé pour les studios Disney dans les années 1940.

## Filmographie
- 1940 : Pinocchio
- 1940 : Fantasia séquence Une Nuit sur le Mont Chauve/Ave Maria
- 1941 : Dumbo
- 1942 : Concerto in B Flat Minor
- 1948 : Little 'Tinker
- 1948 : Half-Pint Pygmy
- 1948 : The Cat That Hated People